# Tupistra nutans
Tupistra nutans là một loài thực vật có hoa trong họ Măng tây. Loài này được Wall. ex Lindl. miêu tả khoa học đầu tiên năm 1829.